# Algarve 1000 km

Autódromo do Algarve.

Algarve 1000 km är en långdistanstävling för sportvagnar som körs på Autódromo Internacional do Algarve i portugisiska Portimão.

## Historia
Internationella sportvagnstävlingar på Autódromo do Algarve har hållits sedan 2009.

## Vinnare
| År    | Förare                                                | Bil                       | Mästerskap              |
| ----- | ----------------------------------------------------- | ------------------------- | ----------------------- |
| 2009  | Jean-Christophe Boullion Christophe Tinseau           | Pescarolo 01-Judd         | Le Mans Series          |
| 2010  | Olivier Panis Nicolas Lapierre Stéphane Sarrazin      | Peugeot 908 HDi FAP       | Le Mans Series          |
| 2011  | Lucas Luhr Michael Krumm                              | Nissan GT-R GT1           | FIA GT1-VM              |
| 2012  | Thomas Jäger Nicky Pastorelli                         | Mercedes-Benz SLS AMG GT3 | FIA GT1-VM              |
| 2013  | Ingen tävling                                         | Ingen tävling             | Ingen tävling           |
| 2014  | Maximilian Götz Maximilian Buhk                       | Mercedes-Benz SLS AMG GT3 | Blancpain Sprint Series |
| 2015  | Robin Frijns Laurens Vanthoor                         | Audi R8 LMS ultra         | Blancpain Sprint Series |
| 2016  | Ingen tävling                                         | Ingen tävling             | Ingen tävling           |
| 2017  | James Allen Richard Bradley Gustavo Yacamán           | Oreca 07-Gibson           | Le Mans Series          |
| 2018  | Filipe Albuquerque Philip Hanson                      | Ligier JS P217-Gibson     | Le Mans Series          |
| 2019  | Paul-Loup Chatin Paul Lafargue Memo Rojas             | Oreca 07-Gibson           | Le Mans Series          |
| 2020  | Mikkel Jensen Roman Rusinov Nyck de Vries             | Aurus 01-Gibson           | Le Mans Series          |
| 2021  | Jonathan Aberdein Tom Gamble Philip Hanson            | Oreca 07-Gibson           | Le Mans Series          |
| 2022  | Lorenzo Colombo Louis Delétraz Ferdinand von Habsburg | Oreca 07-Gibson           | Le Mans Series          |
| 2023* | Philip Hanson Oliver Jarvis Marino Sato               | Oreca 07-Gibson           | Le Mans Series          |
| 2023* | Philip Hanson Oliver Jarvis Marino Sato               | Oreca 07-Gibson           | Le Mans Series          |
| 2024  | Lorenzo Fluxá Malthe Jakobsen Ritomo Miyata           | Oreca 07-Gibson           | Le Mans Series          |

* – 2023 hölls två deltävlingar samma racehelg sedan Imola 4-timmars ställts in tidigare under säsongen.